# Продвугілля
«Продвугілля» (рос. Продуголь, також «Товариство для торгівлі мінеральним паливом Донецького басейну») — синдикат донецьких вуглепромисловців, одна з найбільших монополій царської Росії.
Засновано 1904. Фактично почало свою діяльність 1906. Станом на 1913 рік контролювало близько 75 % видобутку вугілля в Донбасі й майже 70 % його збуту. Підприємства синдикату належали французьким і бельгійським капіталістам. У 1916 синдикат припинив свою діяльність.
Від початку сконцентрувало 50 % вугленосних земель, 48 % обсягів розробки, 43 % — реалізації твердого палива Донбасу. Створене в травні 1904 як акціонерне товариство, «Продвугілля» через 3 роки набуло форм синдикату, включивши до свого складу 16 (у 1907), потім — 25 (у 1909) шахт і гірничопромислових фірм. «Продвугілля» мало власні загальні збори (вирішували проблеми квотування
замовлень), правління (поточні питання), грошові фонди (основний капітал — 1 млн рублів). Фінансувався синдикат Азовсько-Донським, Волзько-Камським, Північним, Міжнародним комерційним банками. 1908 «Продвугілля» поставило на ринок 33,8, у 1912 — 34,1, у 1914 — 47,3 млн пудів вугілля. Синдикат намагався тримати український та загальноімперський ринки в напівнасиченому стані, вдаючись до підвищення цін, спекуляцій, недопостачань (1912—13 його борг державі становив до 90 млн пудів вугілля). На початку 1915, у зв'язку з мобілізацією промисловості та оголошенням вугілля стратегічною сировиною, діяльність «„Продвугілля“» була припинена.